# Войнишки паметник (Мировяне)
Войнишкият паметник в село Мировяне, област София е издигнат в памет на загиналите в Балканската, Междусъюзническата и Първата световна война.
Паметникът представлява пирамидален обелиск, увенчан с кръст. Той е тристъпален, поставен на по-късен бетонен фундамент с основа 1 х 1 m. Направен е от варовик. Върху паметника е изписано: „Спомен от Балканската и Общоевропейската война“. Върху него са поставени портретни снимки на загиналите, които липсват. Изграден със средства на другарите на загиналите.
Изписани са имената на загиналите: Старши подофицер Тодор Вучев, Младши Подофицери Иван Данов, Павел Младенов, Цветан Спасов, Стоян Лучев, Иван Антов, Редници Васил Кръстанов, Симеон Илиев, Димитр Вентов, Веселин Стоянчов. Трайко Лозев, Александър Стоичков, Величко Божилов, Рангел Стойков, Пантелей Стойков, Найдо Стоичков, Веселин Тодоринов. 1918 г. Офицери, Поручик инженер Австаки Илиев – убит на 25 декември 1916 г., Поручик Йордан Стефанов – починал на 8 декември 1918 г., Подофицер Васил Начков, Никола Начков, Подофицери Илия Атанасов, Михаил Лучев, Тодор Стоичков. Редници Петър Дочев, Спас Стоянов, Игнат Иванчов, Петр Младенов, Никола Миленов, Раде Младенов.